# Jankovice, Kroměříž
Jankovice là một làng thuộc huyện Kroměříž, vùng Zlínský, Cộng hòa Séc.